# Сара Зомерфелд
Сара Анита Зомерфелд (на шведски: Sara Anita Sommerfeld) е шведска актриса. 

## Биография
Родена е в Солентюна, предградие на Стокхолм. Родителите ѝ са полски евреи, които емигрират в Швеция през 1968 г. Започва да се снима в киното на десетгодишна възраст. Завършва Шведската национална театрална академия в Гьотеборг през 2001 г.

## Филмография
- Maskrosbarn (1989)
- Kaninmannen (1990)
- Den goda viljan (1992)
- Sökarna (1993)
- Vänner och Fiender (1996)
- Noll tolerans (1999)
- Vingar av glas (2000)
- Minoes (2001)
- Tsatsiki – Vänner för alltid (2001)
- Hem till Midgård (2003)
- Hjärtslag (2004)
- En decemberdröm (2005)
- Babas bilar (2006)
- Beck – Advokaten (2006)
- Göta kanal 3 – Kanalkungens hemlighet (2010)